# Australische Fußballnationalmannschaft/Weltmeisterschaften
Der Artikel beinhaltet eine ausführliche Darstellung der australischen Fußballnationalmannschaft bei Fußball-Weltmeisterschaften. Australien nahm sechsmal an der Weltmeisterschaftsendrunde teil, 1974 und 2006 als Mitglied des ozeanischen Fußballverbandes und seit 2010 als Mitglied des asiatischen Fußballverbandes.

## Übersicht
| Jahr | Gastgeberland       | Teilnahme bis …    | Letzte(r) Gegner            | Ergebnis | Trainer          | Bemerkungen und Besonderheiten |
| ---- | ------------------- | ------------------ | --------------------------- | -------- | ---------------- | --- |
| 1930 | Uruguay             | nicht teilgenommen |                             |          |                  | |
| 1934 | Italien             | nicht teilgenommen |                             |          |                  | |
| 1938 | Frankreich          | nicht teilgenommen |                             |          |                  | |
| 1950 | Brasilien           | nicht teilgenommen |                             |          |                  | |
| 1954 | Schweiz             | nicht teilgenommen |                             |          |                  | |
| 1958 | Schweden            | nicht teilgenommen |                             |          |                  | |
| 1962 | Chile               | nicht teilgenommen |                             |          |                  | |
| 1966 | England             | nicht qualifiziert |                             |          |                  | In der Qualifikation an Nordkorea gescheitert. |
| 1970 | Mexiko              | nicht qualifiziert |                             |          |                  | In der Qualifikation an Israel gescheitert, das sich 1970 zum bisher einzigen Mal für eine WM qualifizieren konnte. |
| 1974 | Deutschland         | Vorrunde           | DDR, BR Deutschland, Chile  | 14.      | Ralé Rašić       | Als Gruppenletzter ausgeschieden. |
| 1978 | Argentinien         | nicht qualifiziert |                             |          |                  | In der Qualifikation in der zweiten Runde am Iran gescheitert. |
| 1982 | Spanien             | nicht qualifiziert |                             |          |                  | In der Qualifikation in der 1. Runde an Neuseeland gescheitert. |
| 1986 | Mexiko              | nicht qualifiziert |                             |          |                  | In der Qualifikation in den Interkontinentalen Playoffs an Schottland gescheitert. |
| 1990 | Italien             | nicht qualifiziert |                             |          |                  | In der Qualifikation in der 2. Runde an Israel gescheitert, das sich auch nicht qualifizieren konnte. |
| 1994 | USA                 | nicht qualifiziert |                             |          |                  | In der Qualifikation in den Interkontinentalen Playoffs an Argentinien gescheitert. |
| 1998 | Frankreich          | nicht qualifiziert |                             |          |                  | In der Qualifikation in den Play-offs gegen den Asien-Vierten am Iran gescheitert. |
| 2002 | Südkorea/Japan      | nicht qualifiziert |                             |          |                  | In der Qualifikation in den Play-offs gegen den Südamerika-Fünften an Uruguay gescheitert. |
| 2006 | Deutschland         | Achtelfinale       | Italien                     | 16.      | Guus Hiddink     | Australien schied durch einen in der fünften Minute der Nachspielzeit verwandelten Elfmeter aus. Dies ist der späteste jemals in der regulären Spielzeit in einem WM-Spiel verhängte Elfmeter. |
| 2010 | Südafrika           | Vorrunde           | Deutschland, Ghana, Serbien | 21.      | Pim Verbeek      | Australien nahm erstmals an der Qualifikation als Mitglied des asiatischen Verbandes teil und konnte sich dort auf Anhieb als eins von vier Teams qualifizieren. Da sich auch Neuseeland erstmals nach 1982 wieder qualifizieren konnte, nahmen zum ersten Mal zwei ozeanische Staaten an einer WM teil. Beide schieden aber als Gruppendritte in der Vorrunde aus. Dabei gelang Australien nach der Auftaktniederlage gegen Deutschland noch ein Remis gegen Ghana und ein Sieg gegen Serbien. Aufgrund der schlechteren Tordifferenz reichte es nur zu Platz 3 hinter Ghana. |
| 2014 | Brasilien           | Vorrunde           | Chile, Niederlande, Spanien | 30.      | Ange Postecoglou | Australien qualifizierte sich am 18. Juni in der 4. Runde der Qualifikation als zweite Mannschaft für die WM. Bei der Endrunde traf Australien zunächst auf Chile und die Niederlande und verlor beide Spiele, wodurch die Mannschaft die K.o.-Runde nicht mehr erreichen konnte und die erstmalige Begegnung mit Spanien (0:3) keinen Einfluss mehr hatte. |
| 2018 | Russland            | Vorrunde           | Frankreich, Dänemark, Peru  | 28.      | Bert van Marwijk | Als Gruppenletzter mit 2 Niederlagen und einem Remis ausgeschieden |
| 2022 | Katar               | Achtelfinale       | Argentinien                 | 11.      | Graham Arnold    | In der dritten Runde der Qualifikation wurde hinter Saudi-Arabien und Japan der dritte Platz belegt, so dass die Australier in der vierten Runde zunächst im Juni 2022 auf die Vereinigten Arabischen Emirate trafen und nachdem sie gewannen auf Peru, den Fünften der Südamerika-Qualifikation, gegen den sie sich im Elfmeterschießen durchsetzten. Im Achtelfinale 1:2 gegen Argentinien verloren. |
| 2026 | Kanada, Mexiko, USA | qualifiziert       |                             |          |                  | In der Qualifikation als Gruppenzweiter in der dritten Runde qualifiziert. |

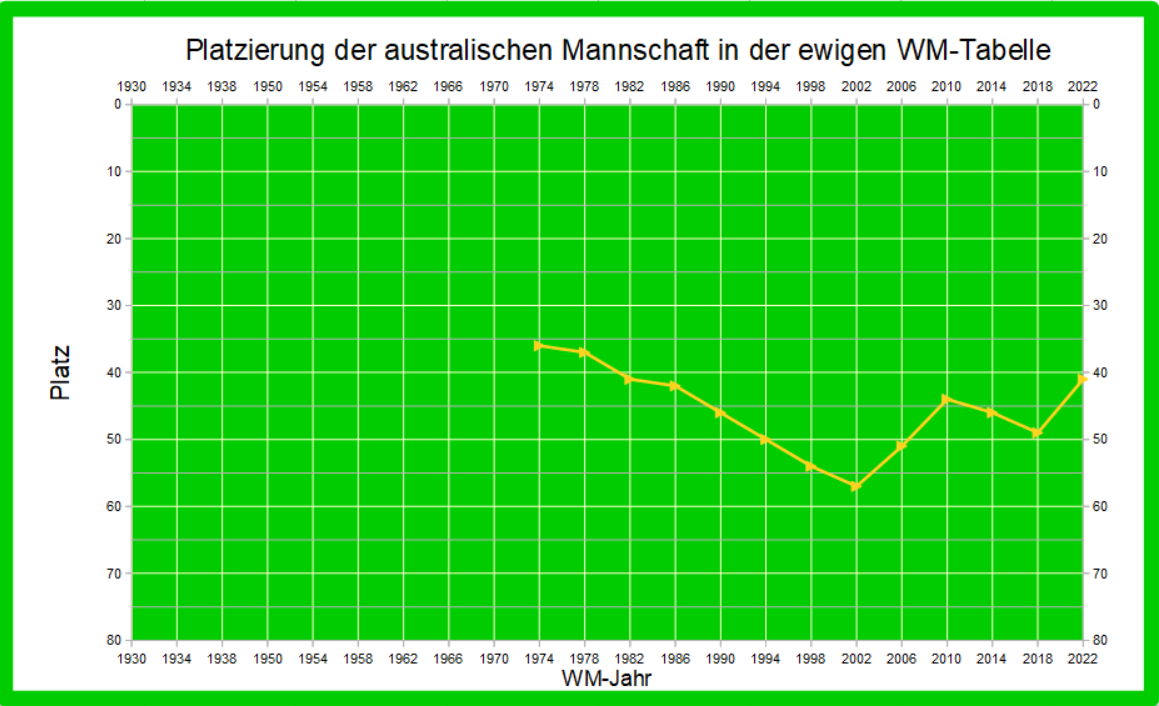
Platzierung der australischen Mannschaft in der ewigen WM-Tabelle

Statistik (Angaben inkl. 2022: 22 Weltmeisterschaften; Prozentangaben sind gerundet)
- Teilnahmeverzicht: 7× (31,8 %; 1930, 1934, 1938, 1950, 1954, 1958 und 1962)
- Nicht qualifiziert: 9× (40,9 %; 1966, 1970, 1978, 1982, 1986, 1990, 1994, 1998 und 2002)
- Sportliche Qualifikation: 6× (27,3 % bzw. bei 40 % der Versuche)
  - Vorrunde: 4× (18,2 %; 1974, 2010, 2014 und 2018)
  - Achtelfinale: 2× (9,1 %; 2006 und 2022)

## WM-Turniere

### 1930 bis 1962
Australien, das bereits zwischen 1922 und 1924 die ersten Länderspiele ausgetragen hatte, nahm nicht an der ersten WM teil. Zwar wurden dann ab 1933 wieder Länderspiele ausgetragen, überwiegend gegen Neuseeland, Indien und die Südafrikanische Union, aber bis einschließlich 1962 verzichtete Australien auch auf die weiteren Teilnahmen.

### 1966 in England
Für die WM im „Mutterland des Fußballs“ wollte Australien sich erstmals qualifizieren. 21 Mannschaften aus Afrika, Asien und Ozeanien hatten sich beworben, von denen Israel und Syrien den europäischen Qualifikanten zugeordnet und Südafrika aufgrund der Apartheid-Politik suspendiert wurden. Die europäisch dominierte FIFA gestand den übrigen Mannschaften nur einen Platz bei der Endrunde zu, daher zogen alle 15 afrikanischen Mannschaften und Südkorea zurück. Letztlich verblieben Australien und Nordkorea, die in zwei Spielen in Phnom Penh den einen Platz ausspielten. Australien verlor am 21. November 1965 sein erstes WM-Qualifikationsspiel mit 1:6 und das Rückspiel drei Tage später mit 1:3, womit sich Nordkorea erstmals für die WM-Endrunde qualifizierte und in England Ex-Weltmeister Italien ausschaltete.

### 1970 in Mexiko
Für die erste WM in Mittelamerika hatte neben Australien auch erstmals Neuseeland aus Ozeanien gemeldet. Zusammen mit Israel, Japan, Nord- und Südkorea trafen sie in zwei Gruppen der Qualifikation an. Australien setzte sich gegen Japan und Südkorea durch sowie Israel gegen Neuseeland, nachdem Nordkorea disqualifiziert worden war, weil es sich weigerte, in Israel zu spielen. Australien verlor dann in Ramat Gan mit 0:1 gegen Israel und kam im Rückspiel in Sydney nur zu einem 1:1. Damit war Israel zum bisher einzigen Mal für die WM-Endrunde qualifiziert.

### 1974 in Deutschland

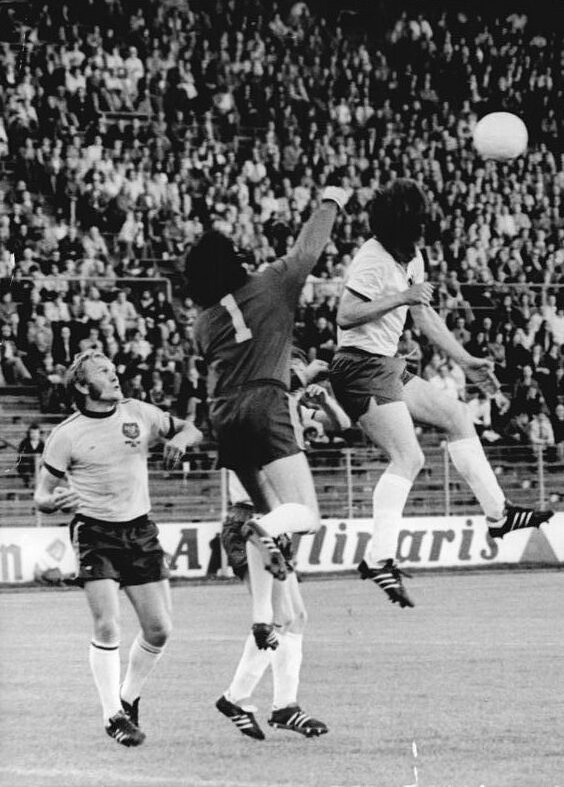
Szene aus dem ersten WM-Spiel gegen die DDR

In der Qualifikation für die erste WM in Deutschland traf Australien in der ersten Runde auf den Irak, Indonesien sowie Neuseeland und setzte sich als Gruppensieger durch. Anschließend standen zwei Spiele gegen den Iran, den Sieger der Parallelgruppe an. Das Hinspiel in Sydney gewann Australien mit 3:0, so dass eine 0:2-Niederlage in Teheran verkraftet werden konnte. Zuletzt kam es zu Entscheidungsspielen gegen Südkorea. Das Hinspiel in Sydney endete ohne Tore, im Rückspiel in Seoul kam es zu einem 2:2. Da die Auswärtstorregel nicht galt, musste noch ein drittes Spiel auf neutralem Platz ausgetragen werden, das Australien in Hongkong mit 1:0 gewann und sich damit erstmals für die WM qualifizierte, während England, das „Mutterland des Fußballs“ in der Qualifikation gescheitert war. Die englische Zeitung Daily Mail kommentierte das mit dem Satz „Australien bei der WM? Das ist, als würde ein Känguru im Derby laufen.“
In Deutschland traf Australien in seinem ersten WM-Spiel auf die DDR, die sich auch erstmals qualifiziert hatte, und verlor mit 0:2. Dabei erzielte Colin Curran als erster Australier ein WM-Tor, es war allerdings ein Eigentor. Im zweiten Spiel traf die Mannschaft auf den Gastgeber Bundesrepublik Deutschland und verlor mit 0:3. Im letzten Spiel gegen Chile wurde mit einem torlosen Remis der erste WM-Punkt erkämpft. Damit verabschiedete sich Australien für 32 Jahre von der WM-Bühne.

### 1978 in Argentinien
Für die vierte WM in Südamerika musste Australien in der Qualifikation zunächst gegen Neuseeland und die Republik China antreten und setzte sich als Gruppensieger durch. In der zweiten Runde waren dann der Iran, Südkorea, Kuwait und Hongkong die Gegner und Australien belegte vor der punktlosen Mannschaft aus Hongkong nur den vorletzten Platz.

### 1982 in Spanien
Für die Qualifikation zur WM auf der iberischen Halbinsel, für die den Mannschaften aus Asien und Ozeanien erstmals zwei Plätze zugestanden wurde, musste Australien in der ersten Runde gegen Neuseeland, Indonesien, die Republik China und Fidschi antreten und belegte hinter Neuseeland nur den zweiten Platz. Australien verlor dabei sogar gegen den Gruppenletzten Fidschi mit 0:2 und erreichte im Heimspiel nur ein 3:3 gegen Fidschi. Neuseeland gelang dagegen in den darauf folgenden Runden die erstmalige Qualifikation, so dass nach 1974 wieder eine ozeanische Mannschaft an der WM teilnahm.

### 1986 in Mexiko
Für die Qualifikation zur zweiten WM in Mexiko wurden Australien und Neuseeland aus politischen Gründen in eine Gruppe mit Israel und der Republik China gepackt. Der Sieger musste dann noch gegen einen Gruppenzweiten einer europäischen Vierergruppen antreten. Australien setzte sich mit vier Siegen und zwei Remis als Gruppensieger durch und traf dann erstmals auf Schottland. Das Hinspiel in Glasgow wurde mit 0:2 verloren, das torlose Remis im Rückspiel Melbourne konnte dieses nicht ausgleichen.

### 1990 in Italien
Für die Qualifikation zur zweiten WM in Italien mussten die Australier zunächst in einer Vorqualifikation gegen Fidschi antreten. Das erste Spiel in Nadi wurde 0:1 verloren, aber durch ein 5:1 in Speers Point gelang der Einzug in die Gruppenphase. In dieser belegte Australien hinter Israel, das letztmals gegen die ozeanischen Mannschaften spielen musste und vor Neuseeland nur den zweiten Platz. Israel konnte sich dann aber in den Interkontinentalen Playoffs nicht gegen Kolumbien durchsetzen.

### 1994 in den Vereinigten Staaten
Für die Qualifikation zur WM in den USA wurden die Australier in eine Gruppe mit Tahiti, den Salomonen und Westsamoa gelost, das aber verzichtete. Australien setzte sich mit vier Siegen souverän durch und traf dann im Ozeanien-Finale auf Neuseeland. Mit zwei Siegen (1:0 und 3:0) wurde auch diese Hürde genommen. Danach stand aber noch die Interkontinentale Qualifikation an. Zunächst wartete Kanada und Australien verlor das Hinspiel in Edmonton mit 1:2. Nachdem es im Rückspiel nach Verlängerung 2:1 für Australien stand, kam es zum Elfmeterschießen, das mit 4:1 gewonnen wurde. Die letzte Hürde, Vizeweltmeister Argentinien, war dann aber zu hoch. Mit einem 1:1 in Sydney und einem 0:1 in Buenos Aires zog sich Australien aber achtbar aus der Affäre.

### 1998 in Frankreich
Die Qualifikation zur zweiten WM in Frankreich verlief ähnlich. In der Gruppenphase setzte sich Australien mit vier Siegen gegen die Salomonen und Tahiti durch, schaltete im Ozeanen-Finale mit zwei Siegen wieder Neuseeland aus und traf dann in den Play-off-Spielen auf den Iran. Nach einem 1:1 in Teheran vor 128.000 Zuschauern, der höchsten Zuschauerzahl, die jemals zu einem Spiel mit Australien kam, reichte ein 2:2 aufgrund der Auswärtstorregel nicht, um sich für die WM zu qualifizieren. So schied Australien, ohne ein Spiel verloren zu haben, in der Qualifikation aus.

### 2002 in Japan und Südkorea
Unter dem Motto „The same procedure as every year“ stand die Qualifikation zur ersten WM in Asien. Wieder setzte sich Australien souverän gegen die Mannschaften der pazifischen Inseln Amerikanisch-Samoa, Fidschi, Samoa und Tonga durch und erzielte bei dem in Coffs Harbour durchgeführten Turnier in vier Spielen 66 Tore, ohne ein Gegentor zu kassieren. Beim 31:0 gegen Amerikanisch-Samoa gelang der höchste jemals in einem Länderspiel erzielte Sieg. Allein Archie Thompson stellte mit seinen 13 Toren mehrere Rekorde auf. Wie bei den beiden vorherigen Qualifikationen wurde dann Neuseeland in zwei Spielen besiegt, aber in den Play-off-Spielen gegen den Südamerika-Fünften Uruguay zog Australien wieder den Kürzeren. Das Hinspiel in Melbourne vor 84.656 Zuschauern wurde zwar mit 1:0 gewonnen. Uruguay konnte im Rückspiel in Montevideo aber mit 3:0 gewinnen.

### 2006 in Deutschland

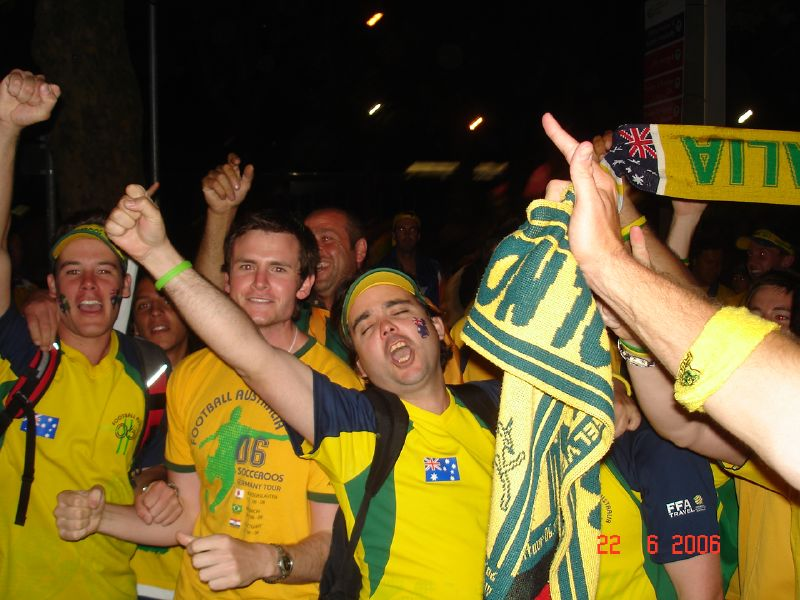
Australische Fans bei der WM 2006

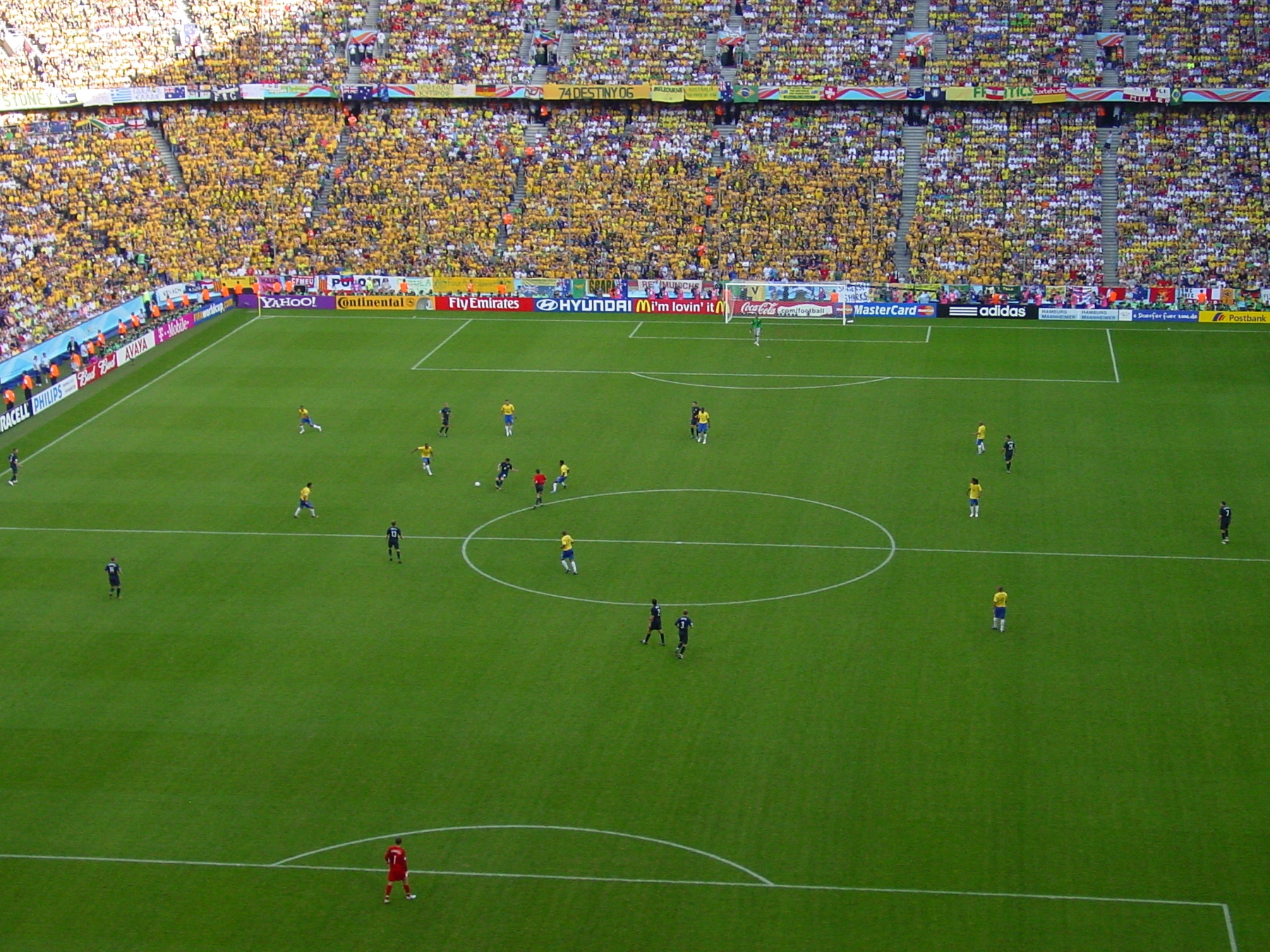
WM-Vorrundenspiel 2006 gegen Brasilien

Für die zweite Weltmeisterschaft in Deutschland konnte sich Australien dann endlich wieder qualifizieren. Nachdem in der ersten Runde die pazifischen Inseln vier Teilnehmer der zweiten Runde ermittelt hatten, wo sie auf Australien und Neuseeland trafen, setzte sich Australien bei dem gleichzeitig als OFC-Nationen-Pokal 2004 durchgeführten Qualifikationsturnier in Adelaide mit vier Siegen gegen Fidschi, Neuseeland, Tahiti und Vanuatu sowie einem Remis gegen die Salomonen durch. Nach zwei weiteren Spielen gegen die Salomonen, die mit 7:0 und 2:1 gewonnen wurden, war dann wieder Uruguay der Gegner. Das Hinspiel in Montevideo wurde mit 0:1 verloren und das Rückspiel stand nach 90 Minuten 1:0 für Australien. Da in der damit notwendigen Verlängerung kein weiteres Tor fiel, kam es zum Elfmeterschießen, das Australien mit 4:2 gewann.
Bei der WM-Endrunde in Deutschland traf Australien im ersten Spiel auf Japan und konnte mit 3:1 zum ersten Mal ein WM-Spiel gewinnen. Dabei sah es lange nach einer Niederlage aus, nachdem die Japaner in der 24. Minute in Führung gegangen waren. In der 84. Minute gelang dann Tim Cahill das erste WM-Tor für Australien und fünf Minuten später legte er das 2:1 nach. John Aloisi gelang dann in der Nachspielzeit noch das 3:1. Das zweite Spiel gegen Titelverteidiger Brasilien wurde zwar mit 0:2 verloren, aber das abschließende 2:2 gegen Kroatien reichte, um als Gruppenzweiter ins Achtelfinale einzuziehen. Auch gegen die Kroaten geriet Australien zunächst in Rückstand, konnte aber zweimal ausgleichen und damit als erste ozeanische Mannschaft die Vorrunde überstehen. Im Achtelfinale traf Australien auf den späteren Weltmeister Italien. Die ab der 51. Minute nur noch mit 10 Spielern spielenden Italiener – Marco Materazzi hatte die Rote Karte erhalten – hielten bis in die Nachspielzeit gegen stürmisch angreifende Australier ein 0:0. Dann fiel Fabio Grosso in der Nachspielzeit im australischen Strafraum über den am Boden liegenden Lucas Neill und zur Überraschung aller gab der Schiedsrichter Elfmeter für Italien. Diesen verwandelte Francesco Totti, der erst in der 75. Minute eingewechselt worden, war zum Siegtreffer für Italien. Es ist der späteste entscheidende Elfmeter, der jemals bei einem WM-Spiel in der regulären Spielzeit gegeben wurde.
Schon vor der WM war Australien aus dem ozeanischen Fußballverband ausgetreten, dem weiterhin nur ein halber Platz bei den WM-Endrunden zugestanden wird, und war in den asiatischen Verband eingetreten, dem seit der WM 2006 mindestens vier Endrunden-Plätze zustehen.

### 2010 in Südafrika
Die Qualifikation für die erste WM in Afrika war dann die erste, bei der sich Australien erstmals ohne den Umweg über interkontinentale Play-off-Spiele qualifizieren konnte. Da Australien in der asiatischen Rangliste auf den vorderen Plätzen stand, musste die Mannschaft erst in der dritten Runde eingreifen und traf dabei auf Katar, den Irak und China. Mit einem 3:1 am vorletzten Spieltag in Doha gegen den direkten Konkurrenten Katar um den Gruppensieg sicherten sich die Australier den Gruppensieg. Das abschließende 0:1 im Heimspiel gegen China war dann nur noch ein Schönheitsfleck. In der vierten Runde trafen die Australier dann auf Japan, Bahrain, erneut Katar und Usbekistan. Mit sechs Siegen und zwei Remis setzte sich Australien souverän durch und qualifizierte sich direkt für die WM.
In Südafrika traf Australien im ersten Spiel auf Deutschland und unterlag mit 0:4. Im zweiten Spiel wurde ein 1:1 gegen Ghana erkämpft. Das abschließende 2:1 gegen Serbien reichte aber nicht, um das Achtelfinale zu erreichen, denn die punktgleichen Ghanaer, die ebenfalls gegen Serbien gewannen, gegen Deutschland aber nur 0:1 verloren, hatten die bessere Tordifferenz. Trainer Pim Verbeek wurde nach dem vorzeitigen Aus entlassen.

### 2014 in Brasilien
In der Qualifikation für die zweite WM in Brasilien musste Australien wieder erst in der dritten Runde einsteigen und setzte sich zusammen mit dem Oman gegen Saudi-Arabien und Thailand durch. In der vierten Runde waren Japan, Jordanien, der Irak und wieder der Oman die Gegner. Hinter Japan belegte Australien den zweiten Platz und qualifizierte sich nach Japan und Gastgeber Brasilien als dritte Mannschaft für die WM. In die Qualifikation war Australien mit dem deutschen Trainer Holger Osieck gegangen, da aber nach der erfolgreichen Qualifikation zwei Freundschaftsspiele gegen Brasilien und Frankreich jeweils mit 0:6 verloren wurden, wurde Osieck entlassen. Sein Nachfolger wurde Ange Postecoglou.
In Brasilien wurde Australien in eine Gruppe mit den beiden Finalisten der vorherigen WM, Spanien und Niederlande, sowie Chile gelost. Das erste Spiel gegen Chile wurde mit 1:3 verloren. Das zweite Spiel gegen die Niederlande verlief lange Zeit ausgeglichen, am Ende waren die Niederländer mit dem 3:2 die glücklichere Mannschaft. Das letzte Spiel gegen Spanien war dann im Prinzip bedeutungslos, da beide Mannschaften schon ausgeschieden waren. Mit 0:3 wurde auch dieses verloren, so dass Australien erstmals ohne Punktgewinn die Heimreise antreten musste.

### 2018 in Russland
Um sich für die erste WM in Osteuropa zu qualifizieren benötigten die Australier die meisten Qualifikationsspiele aller Mannschaften und schossen dabei die meisten Qualifikationstore. Die Mannschaft traf zunächst in der zweiten Runde auf Bangladesch, Jordanien, Kirgisistan und Tadschikistan. Die als neuer Asienmeister in die Qualifikation gegangenen Australier konnten die ersten drei Spiele gewinnen, verloren dann aber in Jordanien. Da die restlichen Spiele dann aber gewonnen wurden, erreichte Australien als Gruppensieger die dritte Runde. Hier waren Japan, Saudi-Arabien, die Vereinigten Arabischen Emirate, der Irak und Thailand die Gegner. Am Ende der Runde lagen die Australier auf dem dritten Platz und mussten gegen Syrien, den Dritten der anderen Gruppe um die Chance spielen, gegen den Vierten der CONCACAF-Qualifikation anzutreten. Dieses Duell entschied Australien für sich durch ein 1:1 und 2:1 n. V., wobei Rekordtorschütze Tim Cahill beide Tore erzielte, das zweite war auch sein 50. Länderspieltor. Beim abschließenden Playoff gegen Honduras sicherte sich Australien durch ein 0:0 und 3:1 die Teilnahme an der WM-Endrunde 2018, wobei Mile Jedinak die Australier mit einem lupenreinen Hattrick in der zweiten Halbzeit in Führung brachte und den Honduranern der Ehrentreffer erst in der Nachspielzeit gelang. Trotz der erfolgreichen Qualifikation trat Trainer Postecoglou von seinem Amt zurück. Sein Nachfolger Bert van Marwijk sollte nur bis einschließlich der WM Nationaltrainer bleiben.
Bei der Endrunde verloren sie ihr erstes Spiel gegen Frankreich mit 1:2, wobei lange das 1:1 gehalten wurde und der Siegtreffer der Franzosen durch einen Schuss von Paul Pogba fiel, den Aziz Behich als Eigentor unhaltbar für seinen Torhüter ins eigene Tor abfälschte. Im zweiten Spiel gegen Dänemark erreichten sie ein 1:1, wobei wie im ersten Spiel der Treffer zum 1:1-Ausgleich durch einen von Kapitän Mile Jedinak verwandelten Handelfmeter fiel. Im letzten Spiel gegen bereits chancenlose Peruaner benötigten sie dann einen Sieg bei gleichzeitiger Niederlage der Dänen gegen Frankreich um in die K.-o.-Runde einzuziehen. Dänen und Franzosen trennten sich aber torlos – dem einzigen torlosen Spiel der Endrunde – und Australien verlor gegen Peru mit 0:2. Damit schied Australien aus und verschlechterte sich in der ewigen Rangliste um drei Plätze.

### 2022 in Katar
Australien musste erst in der zweiten Runde der Qualifikation antreten. Gegner waren Chinesisch Taipeh, Jordanien, Kuwait und Nepal. Die Qualifikation begann für die Australier mit vier Siegen im Herbst 2019. Aufgrund der COVID-19-Pandemie fanden 2020 keine Spiele statt. Im März 2021 sollte die Qualifikation dann fortgesetzt werden. Tatsächlich ging es dann erst im Juni weiter und für die Australier mit vier weiteren Siegen.
Als einer von acht Gruppensiegern erreichten die Australier wie die vier besten Gruppenzweiten die dritte Runde, die im September 2021 begann. Hier starteten sie mit einem 3:0-Sieg gegen die VR China – auf neutralem Platz wegen der Quarantänebestimmungen in Katar – und einem 1:0 in Vietnam. Nach einem weiteren Sieg (3:1) im Oktober in Katar gegen den Oman verloren sie in Japan mit 1:2. Dann konnten sie ihre Heimspiele wieder in Australien bestreiten, konnten den Heimvorteil aber zweimal nicht nutzen: 0:0 gegen Saudi-Arabien und 0:2 gegen Japan. Nur gegen Vietnam gelang ein Sieg (4:0). Auswärts bzw. auf neutralem Platz erreichten sie noch zwei Remis (1:1 gegen die VR China in den Vereinigten Arabischen Emiraten und 2:2 im Oman) und verloren in Saudi-Arabien (0:1). Daher sprang am Ende nur der dritte Platz heraus, so dass die direkte Qualifikation verpasst wurde.
Im Juni 2022 nutzte Australien aber noch die Chance, sich zunächst durch einen Sieg gegen die Vereinigten Arabischen Emirate für das interkontinentale Playoff gegen Peru zu qualifizieren, das sie nach 120 torlosen Minuten im Elfmeterschießen gewannen. Bei der Endrunde trafen sie wie 2018 auf Titelverteidiger Frankreich und Dänemark sowie auf Tunesien, gegen das zuletzt beim Konföderationen-Pokal 2005 gespielt wurde. Nach einer 1:4-Niederlage nach 1:0-Führung gegen Frankreich, wurden die beiden folgenden Spiele mit 1:0 gewonnen, so dass die Australier als Gruppenzweite die K.-o.-Runde erreichten. Hier verloren sie mit 1:2 gegen Argentinien im Achtelfinale.

### 2026 in Kanada, Mexiko und den USA
Für die erste WM in drei Ländern wurde die Zahl der Teilnehmer auf 48 erhöht und den asiatischen Mannschaften drei feste Plätze mehr zugestanden, so dass sich nun acht AFC-Mitglieder direkt qualifizieren können. Eine weitere asiatische Mannschaft nimmt am WM-Play-off-Turnier im März 2026 teil. Australien musste erst in der zweiten Runde in die Qualifikation einsteigen und traf dort zwischen November 2023 und Juni 2024 in Hin- und Rückspielen auf Bangladesch, den Libanon und Palästina gegen die alle vorherigen Begegnungen und nun auch die Qualifikationsspiele gewonnen wurden. In der dritten Runde trafen die Australier auf Japan, Saudi-Arabien, Indonesien, China und Bahrain, gegen das die Australier mit einer 0:1-Heimniederlage starteten. Da aber anschließend fünf Siege und vier Remis folgten, reichte es am Ende zum zweiten Platz hinter Japan, womit sich die Socceroos direkt für die WM-Endrunde qualifizierten. Im letzten Spiel, das mit 2:1 gegen Saudi-Arabien gewonnen wurde und das Quasi-Endspiel um Platz 2 war, bestritt Torhüter Mathew Ryan sein 100. Länderspiel.

## Spieler

### Rangliste der australischen WM-Spieler mit den meisten Einsätzen
01. Mathew Leckie und Mathew Ryan – 10 Spiele bei 3 Turnieren
03. Mark Bresciano und Tim Cahill – 9 Spiele bei 3 bzw. 4 Turnieren
05. Aziz Behich, Scott Chipperfield, Jason Culina, Jackson Irvine, Mile Jedinak, Aaron Mooy und Lucas Neill – 7 Spiele bei 2 bzw. 3 (Jedinak) Turnieren
12. Brett Emerton, Craig Moore und Mark Schwarzer – 6 Spiele bei 2 Turnieren
15. Vince Grella und Luke Wilkshire – 5 Spiele bei 2 Turnieren

### Rangliste der australischen WM-Spieler mit den meisten Toren
01. Tim Cahill – 5 Tore
02. Brett Holman und Mile Jedinak – je 2 Tore

### WM-Kapitäne
- 1974: Peter Wilson
- 2006: Mark Viduka
- 2010: Lucas Neill
- 2014, 2018: Mile Jedinak
- 2022: Mathew Ryan

### Bei Weltmeisterschaften gesperrte Spieler
- 1974: Ray Richards erhielt im letzten Gruppenspiel gegen Chile die Rote Karte, aufgrund des Ausscheidens hatte sie keinen weiteren Effekt auf das Turnier.
- 2006: Brett Emerton erhielt im Spiel gegen Kroatien die zunächst die zweite Gelbe Karte und dann auch noch die Gelb-Rote Karte und war für das Achtelfinale gegen Italien gesperrt. Die zweiten Gelben Karten für Tim Cahill und Vince Grella im Spiel gegen Italien hatten dagegen keinen weiteren Effekt, da Australien ausschied.
- 2010: Tim Cahill erhielt im ersten Spiel gegen BR Deutschland die Rote Karte und war für das zweite Spiel gegen Ghana gesperrt. in diesem erhielt Harry Kewell ebenfalls die Rote Karte, sodass er wie Craig Moore, der die zweite Gelbe Karte erhalten hatte, für das letzte Spiel gegen Serbien gesperrt war.
- 2014: Tim Cahill war nach seiner zweiten Gelben Karte, die er im Spiel gegen die Niederlande erhalten hatte, für das dritte Spiel gegen Spanien gesperrt. Die zweite gelbe Karte, die Mile Jedinak im Spiel gegen Spanien erhielt, hatte dagegen keine weitere Wirkung, da beide ausschieden.
- 2022: Miloš Degenek und Jackson Irvine  erhielten im Achtelfinale gegen Argentinien die zweite Gelbe Karte, die aber keine Wirkung mehr hatte, da die Australier verloren.

### Anteil der im Ausland spielenden Spieler im WM-Kader
Bei der ersten Teilnahme setzte Australien noch keine Legionäre ein, bei den folgenden Teilnahmen waren es dann überwiegend im Ausland spielende Spieler, die teilweise aber bei zweit- und drittklassigen Vereinen spielten.
| Jahr (Spiele) | Anzahl (Länder) | Spieler (Einsätze) |
| ------------- | --- | --- |
| 1974 (3)      | 0 | |
| 2006 (4)      | 20 (1 in Deutschland, 11 in England, 2 in Italien, 2 in den Niederlanden, 1 in Schweden, 2 in der Schweiz und 1 in Spanien)                                                         | Joshua Kennedy (4); Tim Cahill (4), Brett Emerton (3), Harry Kewell (3), Stan Lazaridis (0), Craig Moore (4), Lucas Neill (4), Tony Popovic (1), Mark Schwarzer (3), Josip Skoko (0), Mark Viduka (4), Luke Wilkshire (2); Zeljko Kalac (1), Vince Grella (4); Jason Culina (4), Archie Thompson (0); Ante Covic (0); Scott Chipperfield (4), Mile Sterjovski (3); John Aloisi (4)               |
| 2010 (3)      | 20 (1 in Deutschland, 6 in England, 2 in Italien, 2 in Japan, 3 in den Niederlanden, 1 in Russland, 1 in der Schweiz, 3 in der Türkei und 1 in den Vereinigten Arabischen Emiraten) | Dario Vidosic (0); Adam Federici (0), Tim Cahill (2), Brett Emerton (3), Richard Garcia (2), Vince Grella (1), Mark Schwarzer (3); Mark Bresciano (2), Carl Valeri (3); Joshua Kennedy (2), Mark Milligan (0); David Carney (2), Brett Holman (3), Nikita Rukavytsya (2); Luke Wilkshire (3); Scott Chipperfield (3); Mile Jedinak (3), Harry Kewell (1), Lucas Neill (3); Michael Beauchamp (1) |
| 2014 (3)      | 16 (1 in Belgien, 1 in China, 3 in Deutschland, 3 in England, 1 in Katar, 2 in den Niederlanden, 1 in Österreich, 2 in der Schweiz, 1 in Südkorea, 1 in den USA)                    | Mathew Ryan (3); Ryan McGowan (3); Ben Halloran (3), Mitch Langerak (0), Mathew Leckie (3); Mile Jedinak (3), Massimo Luongo (0), Bailey Wright (0); Mark Bresciano (3); Jason Davidson (3), Tommy Oar (3); James Holland (0); Oliver Bozanic (2), Dario Vidošić (0); Alex Wilkinson (3); Tim Cahill (2)                                                                                         |
| 2018 (3)      | 20 (1 in Belgien, 2 in Deutschland, 7 in England 2 in Japan, 1 in den Niederlanden, 1 in Saudi-Arabien, 2 in Schottland, 2 in der Schweiz, 1 in Südkorea, 1 in der Türkei)          | Danny Vukovic; Robbie Kruse (3), Mathew Leckie (3); Tim Cahill (1), Jackson Irvine (2), Mile Jedinak (3), Massimo Luongo, James Meredith, Aaron Mooy (3), Mathew Ryan (3); Miloš Degenek, Andrew Nabbout (2); Brad Jones; Mark Milligan (1); Jamie Maclaren, Tom Rogic (3); Tomi Juric (3), Trent Sainsbury (3); Matthew Jurman, Aziz Behich (3)                                                 |
| 2022 (4)      | 16 (2 in Dänemark, 1 in Deutschland, 3 in England, 2 in Italien, 2 in Japan, 6 in Schottland, 1 in Spanien, 1 in den USA)                                                           | Joel King, Mathew Ryan (4); Jackson Irvine (4); Riley McGree (4) Harry Souttar (4), Bailey Wright (1); Ajdin Hrustić (2), Fran Karačić (2); Thomas Deng, Mitchell Duke (4); Nathaniel Atkinson (1), Keanu Baccus (4), Aziz Behich (2), Cameron Devlin, Aaron Mooy (4), Kye Rowles (4); Awer Mabil (2); Miloš Degenek (4)                                                                         |

## Spiele
Australien bestritt bisher 20 WM-Spiele, davon wurden vier gewonnen, 12 verloren und vier endeten remis.
Einmal (1974) traf Australien auf den Gastgeber, viermal (1974, 2006, 2018 und 2022) auf den späteren Weltmeister und dreimal (2006, 2014 und 2022) auf den Titelverteidiger.
Die Australier trafen zweimal auf WM-Neulinge: 1974 (als man selber Neuling war)/DDR und 2010/Serbien.
| Alle WM-Spiele |            |          |                 |   |                      |              | |
| Nr.            | Datum      | Ergebnis | Gegner          |   | Austragungsort       | Anlass       | Bemerkung                                                                                            |
| 1.             | 14.06.1974 | 0:2      | DDR             | * | Hamburg (BRD)        | Vorrunde     | Einziges Länderspiel eines OFC-Mitglieds gegen die DDR                                               |
| 2.             | 18.06.1974 | 0:3      | BRD             | A | Hamburg (BRD)        | Vorrunde     | Erstes Länderspiel eines OFC-Mitglieds gegen Deutschland                                             |
| 3.             | 22.06.1974 | 0:0      | Chile           | * | West-Berlin (BRD)    | Vorrunde     | Erstes Länderspiel eines OFC-Mitglieds gegen Chile                                                   |
| 4.             | 12.06.2006 | 3:1      | Japan           | * | Kaiserslautern (DEU) | Vorrunde     | Erstes Tor bei einer WM Erster Sieg bei einer WM                                                     |
| 5.             | 18.06.2006 | 0:2      | Brasilien (TV)  | * | München (DEU)        | Vorrunde     | |
| 6.             | 22.06.2006 | 2:2      | Kroatien        | * | Stuttgart (DEU)      | Vorrunde     | Schiedsrichter Graham Poll zeigt dem in Australien geborenen Kroaten Josip Šimunić drei gelbe Karten |
| 7.             | 26.06.2006 | 0:1      | Italien         | * | Kaiserslautern (DEU) | Achtelfinale | Erstes Länderspiel gegen Italien                                                                     |
| 8.             | 13.06.2010 | 0:4      | Deutschland     | * | Durban (ZAF)         | Vorrunde     | |
| 9.             | 19.06.2010 | 1:1      | Ghana           | * | Rustenburg (ZAF)     | Vorrunde     | |
| 10.            | 23.06.2010 | 2:1      | Serbien         | * | Nelspruit (ZAF)      | Vorrunde     | Erstes Länderspiel gegen Serbien                                                                     |
| 11.            | 13.06.2014 | 1:3      | Chile           | * | Cuiabá (BRA)         | Vorrunde     | |
| 12.            | 18.06.2014 | 2:3      | Niederlande     | * | Porto Alegre (BRA)   | Vorrunde     | |
| 13.            | 23.06.2014 | 0:3      | Spanien (TV)    | * | Curitiba (BRA)       | Vorrunde     | Erstes Spiel gegen Spanien                                                                           |
| 14.            | 16.06.2018 | 1:2      | Frankreich      | * | Kasan (RUS)          | Gruppenspiel | |
| 15.            | 21.06.2018 | 1:1      | Dänemark        | * | Samara (RUS)         | Gruppenspiel | |
| 16.            | 26.06.2018 | 0:2      | Peru            | * | Sotschi (RUS)        | Gruppenspiel | Erstes Spiel gegen Peru                                                                              |
| 17.            | 22.11.2022 | 1:4      | Frankreich (TV) | * | al-Wakra (QAT)       | Gruppenspiel | |
| 18.            | 26.11.2022 | 1:0      | Tunesien        | * | al-Wakra (QAT)       | Gruppenspiel | |
| 19             | 30.11.2022 | 1:0      | Dänemark        | * | al-Wakra (QAT)       | Gruppenspiel | |
| 20             | 03.12.2022 | 1:2      | Argentinien     | * | ar-Rayyan (QAT)      | Achtelfinale | |

Die australische Mannschaft erzielte nur zwei ihrer höchsten Siege bei einem WM-Turnier:
- Dänemark: Vorrunde 2022 1:0 (zudem ein 1:0 in einem Freundschaftsspiel)
- Serbien: Vorrunde 2010 2:1 (einziger Sieg gegen Serbien)

Gegen folgende Länder kassierte die australische Mannschaft ihre höchsten Niederlagen bei WM-Turnieren:
- DDR: Vorrunde 1974 0:2 (einziges Spiel gegen die DDR)
- Deutschland: Vorrunde 2010 0:4
- Italien: Achtelfinale 2010 0:1 (einziges Spiel gegen Italien)
- Niederlande: Vorrunde 2014 2:3 (einzige Niederlage gegen die Niederlande)
- Peru: Vorrunde 2018 0:2 (erstes Spiel gegen Peru)
- Spanien: Vorrunde 2014 0:3 (einziges Spiel gegen Spanien)

## Rekorde und Besonderheiten
- Die meisten Spiele in Interkontinental-Playoffs: 12
- Höchster Sieg in einem Qualifikationsspiel: Australien – Amerikanisch-Samoa 31:0 am 11. April 2001.
- Der späteste entscheidende Elfmeter in der regulären Spielzeit war der Elfmeter im Achtelfinale Italien – Australien bei der WM 2006; Francesco Totti verwandelte ihn in der fünften Minute der Nachspielzeit zum 1:0 für Italien.
- Im Spiel Kroatien – Australien bei der WM 2006 wurde der in Australien geborene Kroate Josip Šimunić versehentlich erst nach der dritten Gelben Karte von Schiedsrichter Graham Poll vom Feld verwiesen.
- Australien ist neben Argentinien die einzige Mannschaft, die sowohl gegen Teams der ostdeutschen DDR (1974), der westdeutschen Bundesrepublik Deutschland (1954 bis 1990) und auch gegen Teams des wiedervereinigten Deutschland (seit 1994) bei Weltmeisterschaften spielten. Nur Chile und die Niederlande könnten diesen Kreis erweitern, falls diese bei einer künftigen WM auf Deutschland treffen sollten.
- Häufigste Teilnahme an interkontinentalen Playoffs: 1986, 1994, 1998, 2002, 2006, 2014 und 2018 (dabei dreimal qualifiziert: 2006, 2014 und 2018)
- Australien ist die einzige nicht-niederländische Mannschaft, die dreimal von niederländischen Trainern gecoacht wurde.